# Torymoides periyarensis
Torymoides periyarensis är en stekelart som beskrevs av Sureshan och T.C. Narendran 2002. Torymoides periyarensis ingår i släktet Torymoides och familjen gallglanssteklar. Inga underarter finns listade i Catalogue of Life.